# جزیره دکیتر
جزیره دکیتر (به انگلیسی: Decatur Island) یک منطقهٔ مسکونی در ایالات متحده آمریکا است که در شمال غربی پسیفیک واقع شده‌است. جزیره دکاتور ۷۱ نفر جمعیت دارد.